# Legionario
«Леджонаріо» (італ. Legionario) — ескадрений міноносець типу «Сольдаті» (2-га серія) Королівських ВМС Італії за часів Другої світової війни.

## Історія створення
Ескадрений міноносець «Леджонаріо» був закладений 21 жовтня 1940 року на верфі Odero-Terni-Orlando в Ліворно. Спущений на воду 16 квітня 1941 року, вступив у стрій 1 березня 1942 року.
Під час будівництва на есмінці був вставлений радар. силами.

## Історія служби

### У складі ВМС Італії
Завдяки наявності радара «Леджонаріо» став флагманським кораблем командувача торпедними силами під час операції проти конвою «Вігорос» 12-16 червня 1942 року. Есмінець перебував в ескорті 9-ї дивізії лінкорів та допоміг вчасно помітити літаки противника.
13 серпня «Леджонаріо» входив до складу есмінців, які супроводжували 3-тю дивізію крейсерів, яка вийшла в море на перехоплення конвою «П'єдестал». Після провалу операції «Леджонаріо» прикривав буксирування в Мессіну крейсера «Муціо Аттендоло», торпедованого британським підводним човном «Анброукен».
22 серпня «Леджонаріо» супроводжував перехід щойно збудованого лінкора «Рома» з Трієста в Таранто. 20 листопада у складі ескорту супроводжував конвой до Бізерти. На зворотному шляху був торпедований есмінець «Веліте».
17 січня 1943 року «Бомбардьєре» та «Леджонаріо» вийшли з Бізерти, супроводжуючи в Палермо теплохід «Маріо Розеллі».
Незабаром після заходу сонця, коли конвой перебував за 24 милі на південний захід від острова Мареттімо (Егадські острови), в «Бомбардьєре» влучила торпеда, випущена підводним човном «Юнайтед». За декілька хвилин «Бомбардьєре» затонув. «Леджіонаріо» взяв участь у порятунку вцілілих членів екіпажу.
У наступні місяці «Леджонаріо» брав участь у доставці підкріплень для туніської групи військ та постановці мін.
9 серпня 1943 року, після капітуляції Італії, «Леджонаріо» разом з італійським флотом перейшов на Мальту.
Загалом у складі ВМС Італії корабель здійснив лише 5 походів та пройшов 5 000 миль.

### У складі флоту союзників
Вже 14 серпня «Леджонаріо» та «Альфредо Оріані» у складі флоту союзників вийшли в море, щоб доставити вантажі і боєприпаси на Корсику для італійських військ, які воювали проти німців. 18 серпня есмінці доставили 30 т боєприпасів та 200 британських командос в Аяччо.
У 1944 році есмінець пройшов серйозний ремонт.
У 1945 році взяв на борт 2 малі торпедні катери MTSM і 2 людино-торпеди «Черіот», а також на буксир — торпедний катер «MS-74», і вирушив до Генуї. Метою операції було потоплення авіаносця «Аквіла». Повністю виконати задачу не вдалось, авіаносець залишився на плаву. Але він не міг більше використовуватись.
у 1946 році есмінець здійснив декілька походів у Східне Середземномор'я, в тому числі, в Александрію.
На початку 1947 року «Веліте» та «Леджонаріо» супроводжували інтерновані в Александрії італійські лінкори «Вітторіо Венето» та «Італія» під час їх повернення в Італію.
У вересні 1947 року есмінець був виведений в резерв. За рішенням Паризької мирної конференції він разом з трьома іншими есмінцями був переданий Франції як репарація.
9 серпня 1948 року корабель був виключений зі складу флоту, йому було присвоєна тимчасова назва «L6».

### У складі ВМС Франції
15 серпня 1948 року в Тулоні есмінець був переданий ВМС Франції. Він отримав назву «Дющаффо» (фр. Duchaffault).
Корабель практично не був введений у стрій. У 1954 році він був виведений в резерв, і у 1956 році зданий на злам.